# Gräberfeld von Örelid

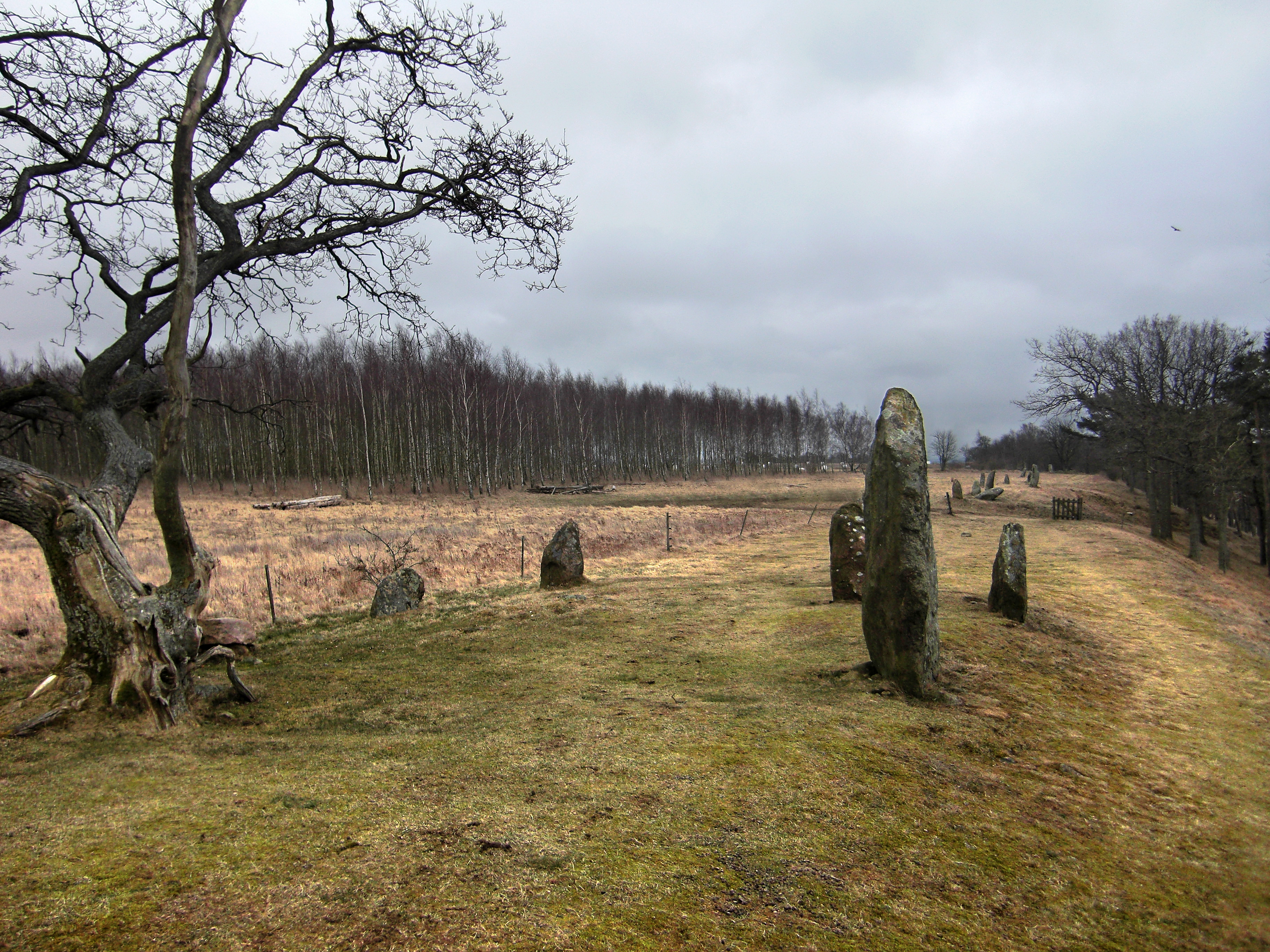
Örelids stenar

Das Gräberfeld von Örelid oder die Steine von Örelid (schwedisch Örelids stenar - RAÄ Nr. Tjärby 37:1) ist ein Gräberfeld in der schwedischen Provinz Hallands län. Das Gräberfeld liegt bei östlich der Kirche von Tjärby, auf einer Anhöhe nördlich von Laholm.
Es besteht aus 36 Bautasteinen den "Krokstenen" aus der Eisenzeit und zwei Grabhügeln. Südlich des Gräberfeldes liegen zwei weitere Grabhügel auf dem ehemaligen Strandwall. Während der 1830er Jahre befanden sich hier noch mehr als 100 Bautasteine, die als Steinwald beschrieben wurden. 1971 wurden zahlreiche umgefallene Steine wieder aufgerichtet. Einer der Steine am Südende des Gräberfeldes ist mit mehr als zehn Schälchen versehen.
Bei der Ausgrabung eines der südlich anschließenden Grabhügel wurden 1930 insgesamt fünf Bestattungen gefunden, vier davon als Sekundärbestattung. Die Grabbeigaben der ursprünglichen Bestattung, ein Bronzedolch mit Holzscheide und Tassen, wie auch die der Sekundärbestattungen wurden in die mittlere Bronzezeit (1000 v. Chr.) datiert. Die Steinkiste des Grabes wurde nach der Grabung etwa 30,0 Meter nördlich aufgestellt und rösenähnlich überdeckt.